# Штирийские Альпы
Штирийские Альпы (нем. Steirische Alpen) — в широком понимании система горных хребтов, восточная часть Восточных Альп в Австрии, на территории земли Штирия. Высота до 2995 м (гора Дахштайн на границе Штирии, Зальцбурга и Верхней Австрии). Состоит из Северных Известняковых Альп (Дахштайн, Мёртвые горы, 2513 м, Хохшваб, 2277 м) и Центральных Восточных Альп, или Северо-Штирийских гор (Низкий Тауэрн, 2863 м, Эйзенэрцские Альпы, 2372 м). Продольные долины рек Мюрца и верхнего Мура делят Штирийские Альпы на две группы, из которых южная, Штирийские Альпы в узком смысле слова, представляют собой средневысотные горы (Глейнские, Фишбахские, Норийские Альпы и другие) высотой не более 2000 м. Постепенно понижаются к Среднедунайской низменности. Горы расчленены сбросами на отдельные глыбы. Характерны заострённые гребни и крутые скалистые склоны верхних частей гор. Широколиственные и хвойные леса, пастбища. Месторождения железных (в районе Айзенэрца) и свинцово-цинковых руд, серы, графита, соли, бурых углей.